# Abell 1835

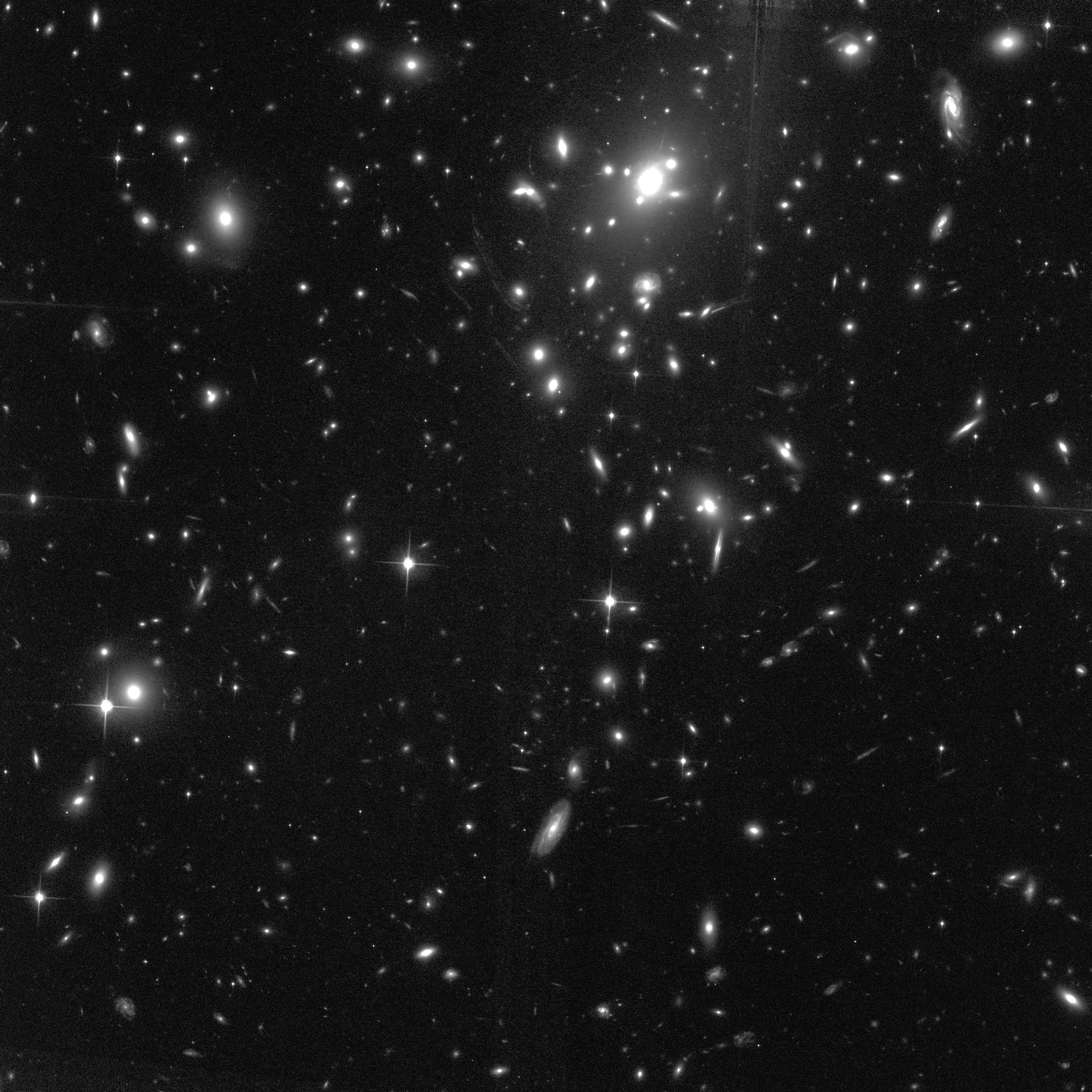
Zdjęcie gromady galaktyk Abell 1835 wykonane przez Kosmiczny Teleskop Hubble’a

Abell 1835 – gromada galaktyk znajdująca się w konstelacji Panny. W 2004 roku
obserwacje tej gromady działającej jako soczewka grawitacyjna i 25-krotnie wzmacniającej obraz umożliwiły odkrycie jednej z najbardziej oddalonych galaktyk znanej jako Abell 1835 IR1916.